# Ричардс, Джастин
Джастин Ричардс (род. 14 сентября 1961 года) — британский писатель, сценарист. Пишет в жанрах научной фантастики и фэнтези, в том числе серии о викторианской эпохе и начале 20-го века в Лондоне, а также приключенческие истории, действие которых происходит в настоящее время, и книги для детей. Он написал множество романов, справочников и аудио пьес, основанных на долгоиграющем научно-фантастическом телесериале «Доктор Кто» от BBC. Он является творческим консультантом ряда романов о Докторе Кто, написанных для BBC Books.

## Жизнь
Ричардс родился в Эппинге, графство Эссекс, 14 сентября 1961 года. После посещения закрытой школы Дина в Челтнеме, он получил степень бакалавра (с отличием) по английскому и театральному искусству в Уорикском университете.
В дополнение к своей литературной профессии, Ричардс работал техническим писателем, редактором, программистом и дизайнером пользовательского интерфейса в IBM, а также посыльным в отеле.
Ричардс женат, имеет двух сыновей и живет в Уорикшире.

## Работа
Первые романы Ричардса были основаны на Докторе Кто и опубликованы в сериях: Новые приключения, Недостающие приключения иДекалог' издательства Virgin. Он продолжил писать для BBC Books после того, как оно возобновило издание Доктор Кто рассказов, а также стало производить многочисленные романы, аудиокниги и справочники. Джастин Ричардс является креативным директором серии Доктор Кто романов издательства BBC Books.
Ричардс также является автором аудио-постановок, производимых Big Finish Productions, оригинальных аудиокниг. Он сотрудничает с телевидением, включая мыльную оперу Семейные дела. В 2011 году, Ричардс решился издавать электронные издания через собственную издательскую компанию, Braxiatek. Его роман Смертельное время был представлен в этом же году в электронном формате (только для Amazon Kindle и других пользователей eBook).

## Книги

### Книги, основанные наДоктор Кто

#### Для издательстваVirgin Books
- Новые Приключения
  - Театр войны (1994)
  - Гнев Драконов (1997)
  - Эффект Медузы (1998)
  - Слезы Оракула (1999)
  - Устройство Радости (1999)
  - Рукопись Судного дня (2000) — с профессором Бернис Саммерфилд
- Недостающие Приключения
  - Системный Шок (1995)
  - Пески времени (1996)
- Декалоги
  - Decalog 3, Последствия (1996) (редактор, с Энди Лейном)
  - Decalog 4, Ре-генерации (1997) (редактор, с Энди Лейном)
  - День Независимости (Decalog 4, Ре-генерации, 1997) (с Энди Лейном)

#### ДляBBC Books
- Приключения Прошлых Докторв
  - Мечты об Империи (1998)
  - Шок тысячелетия (1999)
  - Серьезный Вопрос (2000)
  - Тень в Стакане (2001) (со Стивеном Коулом)
- Приключения Восьмого Доктора
  - Функция блокировки (1998)
  - Демонтаж (1999)
  - Наследие Банко (2000) (с Энди Лейном)
  - Горящий (2000)
  - Ноль времени (2002)
  - Когда-то никогда…(2004)
- Приключения для Новых Серий
  - Девятый Доктор
    - Часовой человек (2005)
    - Аномальный источник (2005)

  - Десятый Доктор
    - Воскрешающая гробница (2006)
    - Марта в зеркале (2008)

  - Одиннадцатый Доктор
  - Аполлон 23 (2010)
  - Чума киберлюдей (2013)
  - Двенадцатый Доктор
  - Силуэт (2014)
- Quick Reads
  - Криллиантский код (2010)[7]
- Наследие Дарксмитов
  - 1: Пыль Веков (2009)
  - 4: Глубины Отчаяния (2009)
  - 7: Планета Забвение (2009)
  - 10: Конец Времени (2009)
- Графические романы
  - Только хороший Далек (2010) (с актёром Майком Коллинсом)
- Рабочие тетради
  - Повелитель Времени в Обучении (2007)

#### ДляВВС Audiobooks
- Приключения Сары Джейн (оригинальные сюжеты для аудио-CD)
  - Тринадцатый Камень (2007)

#### ДляBig Finish Short Trips
- Небольшие путешествия: Спутники
  - Расколотые Ворота (2003)
- Небольшие путешествия: Музы
  - Стеклянная Принцесса (Клио) (2003)

## Аудио пьесы

### Адаптации
- Гнев Драконов (2000, взято из романа 1997)

### Ежемесячные Выпуски
- Шепот Ужаса (1999)
- Красный Рассвет (2000)
- Время Далеков (2002)
- Человек Эпохи Возрождения (2012)

### Серия Галлифрей
- Расследование (серия 1, эпизод 3: 2004)
- Пандора (серия 2, эпизод 3: 2005)
- Бомба разума (серия 3, серия 4: 2006)
- Разобранный (серия 4, эпизод 2: 2011)